# L'Adoration des mages (Helnwein)
Pour les articles homonymes, voir L'Adoration des mages (homonymie).
L’Adoration des mages est un tableau du peintre autrichien Gottfried Helnwein datant de 1996 et le premier dans la série des Épiphanies. Réalisée en technique mixte sur toile, la peinture représente une femme tenant un enfant dans ces bras, entourée par cinq hommes vêtus d’uniformes SS.
Elle est aujourd’hui conservée au Musée d'Art de Denver.

## Description
Cette peinture représente une femme, habillé dans une robe blanche avec une cape sur les épaules, tenant un bébé dans ses bras. Autour d’elle, cinq hommes se tiennent en demi-cercle, fixant l’enfant. Les cinq sont habillés en uniforme de l’SS. Le tableau est réalisé en noir et blanc, en style photoréaliste, ce qui accentue les contrastes entre la blancheur de la robe de la femme et les détails sombres des uniformes. L'arrière-plan est sombre et indéfini. Les expressions des personnages sont sérieuses, créant une tension dans la composition. L’enfant se tenant presque debout sur les mains de la femme est le seul à regarder le spectateur.

## Contexte artistique
Au long de sa carrière, Gottfried Helnwein a réalisé de nombreux travaux abordant des thèmes tels que la violence, l’abus des enfants et la guerre. En 1996, alors qu'il vit en Allemagne, Helnwein réalise ce tableau, le premier de la série des Épiphanies (composée de quatre tableaux) dans lequel il utilise le thème religieux classique de l'Adoration des mages, en intégrant dans la composition des soldats SS, des personnages à la fois très contrastants avec le thème et l'ensemble de la composition mais également significatifs dans l’histoire de l'humanité.
Dans son interview pour le musée Albertina, le peintre explique que le tableau est en fait une reproduction d’une photographie de l'époque de la Seconde Guerre mondiale où Adolf Hitler est entouré par des officiers SS. Dans sa peinture, Helnwein a remplacé le Führer par la Vierge à l'Enfant.